# 蓮現寺
蓮現寺（れんげんじ）は、岡山県赤磐市周匝にある日蓮宗の寺院である。山号は日栄山、院号を妙応院という。旧本山は岡山蓮昌寺、奠師法縁(奠統会)。
冬季に開催される寒修行は檀家が安全などを願って地域内を巡るもので、100年以上続く伝統行事となっている。

## 歴史
もとは周匝村東雲谷にあった天台寺院の授福山妙圓寺であったが、茶臼山城主佐々部勘斉貞利が現在地に再建し日蓮宗に改宗した。

## 境内
南東面する本堂のほか、稲荷堂、番神堂がある。

## 歴代
- 真住院日信
- 守玄院日義

## 関連資料
- 日蓮宗新聞　2017年7月23日付